# Паспорт гражданина Сербии
Паспорт гражданина Республики Сербии (серб. пасош, pasoš) выдаётся гражданам Сербии любого возраста как основной документ для международных путешествий.
Паспорт выпускается министерством внутренних дел или, если гражданин пребывает за границей, посольством. Паспорт является средством идентификации и доказательством гражданства, кроме того, он облегчает получение помощи от официальных консульств за границей. Граждане не могут иметь несколько паспортов одновременно.
Министерство внутренних дел начало выпускать новые биометрические паспорта гражданина Сербии 7 июля 2008 года.
Граждане Сербии и Черногории всё ещё используют старые паспорта граждан Югославии, поскольку и Сербия, и Черногория входили в это государство, пока не образовали союз Сербии и Черногории в 2006 году. Устаревшие югославские паспорта стали недействительными 31 декабря 2009 года.
Даже когда Федеративная Республика Югославии поменяла своё название на Сербия и Черногория в 2003 году, паспорта с новым названием государства не выпускались, возможно, из-за ожидаемого распада союза, который произошёл в 2006 году.

## Внешний вид

### Дизайн
Современные паспорта выпускаются в соответствии с «Законом о проездных документах» 2007 года. Обложка сербских паспортов винного цвета в соответствии со стандартами Европейского союза, на ней нанесены две надписи золотыми буквами — РЕПУБЛИКА СРБИЈА (Республика Сербия) наверху и ПАСОШ (Паспорт) внизу, разделённые гербом.
Символ биометрических паспортов, оповещающий о наличии RFID-чипа внутри документа, располагается в самом низу обложки.
На обратной стороне лицевой обложки располагается герб Сербии, первая страница содержит название страны и слово паспорт на трёх языках — сербском (в кириллическом написании), английском и французском.
На обратной стороне задней обложки содержится информация о консульском содействии на тех же трёх языках.

### Страница идентификации

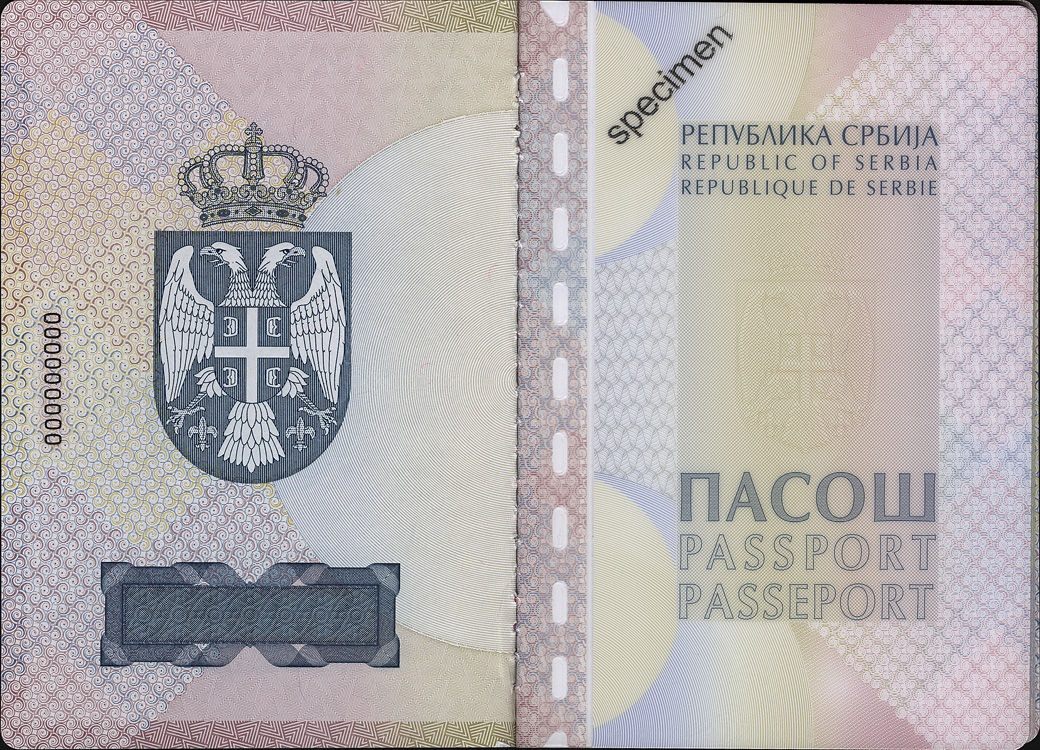
Вторая и третья страницы сербского биометрического паспорта

Сербский паспорт включает следующую информацию:
- Тип ('P' для обозначения паспорта)
- Код страны (SRB для Сербии)
- Серийный номер паспорта
- Имя владельца
- Гражданство (Srpsko (Сербское))
- Дата рождения (ДД.ММ.ГГГГ)
- Национальный идентификационный номер (JMBG)
- Пол
- Место рождения
- Место жительства
- Орган выдачи
- Дата выдачи (ДД.ММ.ГГГГ)
- Дата, до которой годен (ДД.ММ.ГГГГ)
- Подпись и фотография владельца

Идентификационная страница также содержит RFID чип.

### Языки

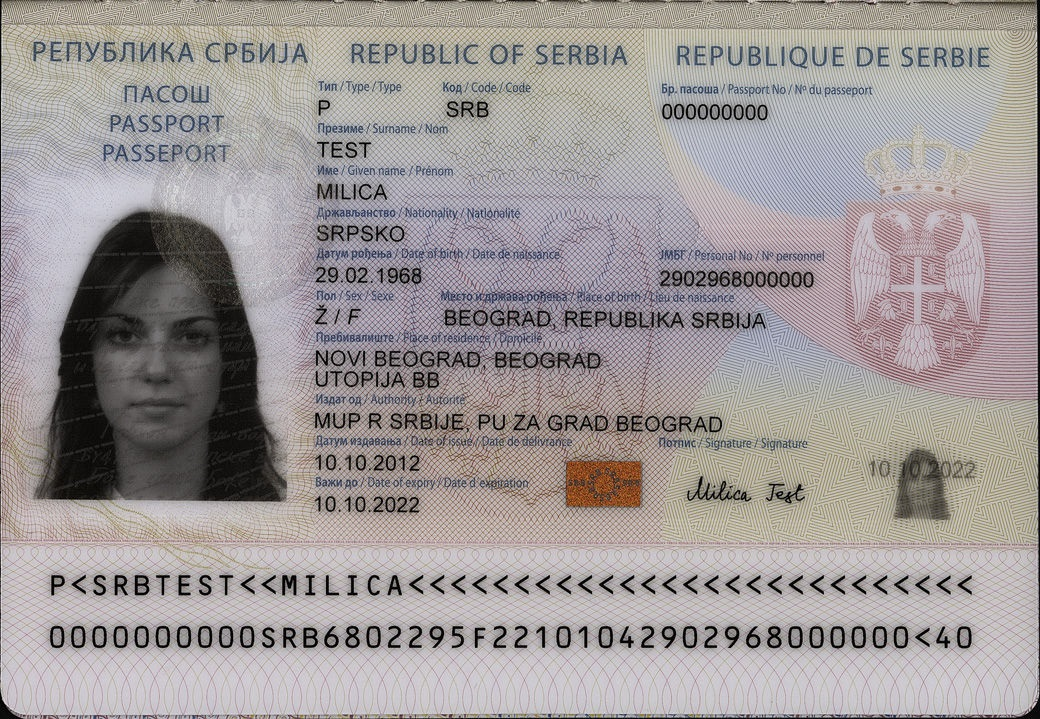
Идентификационная страница сербского биометрического паспорта

Информационная страница напечатана на сербском (кириллическое написание), английском и французском языках, в то время как персональные данные указаны на сербском (латинское написание).

### Страницы для виз
Паспорт содержит 32 страницы, предназначенные для отметок о визах и штампов о пересечении границ. Они окрашены в светлые цвета, среди которых доминирует красный, зелёный, жёлтый и голубой, содержат герб Сербии в центре. В нижней их части присутствует перфорация серийного номера паспорта и водяные знаки с номерами страниц.

## Типы
Выпускаются паспорта следующих типов:
- Обычный паспорт выдаётся всем гражданам.

- Действует 10 лет или 2 года, если выдан человеку 14 лет или младше.
- Срок выдачи — 30 дней (на практике 14 дней), по убыстрённой процедуре это занимает 48 часов (иногда растягивается до 3 дней). Пошлина составляет 2,200.00 RSD.

- Дипломатический паспорт выдаётся министерством иностранных дел дипломатам, высокопоставленным чиновникам, членам парламента и лицам, занятым в поездках по государственным делам, а также в некоторых случаях членам семей перечисленных.

- Срок действия определяется занимаемой должностью — дипломаты и чиновники обычно получают паспорт на срок, соответствующий сроку действия их мандата.

- Официальный паспорт во всех аспектах идентичен дипломатическому паспорту, но в отличие от последнего не даёт владельцу дипломатического иммунитета. Он выдаётся чиновникам, занимающим невысокие должности и недипломатическому персоналу посольств и консульств.
- В случае утери паспорта за границей, проездной документ выдаётся посольством.
- Паспорт моряка также считается проездным документом, если он сопровождён действующей визой.

## Безвизовый режим

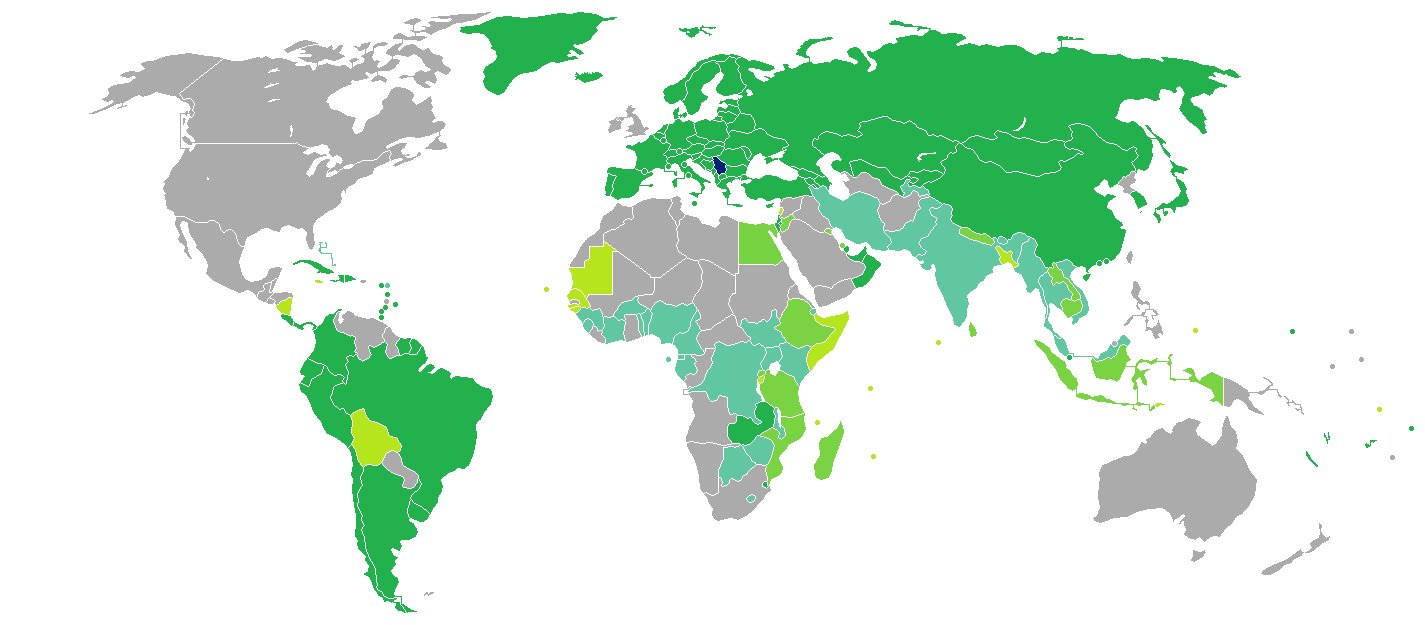
Безвизовый режим

Владельцы сербских паспортов могут осуществлять безвизовый проезд в следующие страны:
- † означает страны, которые имеют соглашение с Сербией о безвизовом проезде; оставшиеся страны обычно не требуют виз или заключили одностороннее соглашение об этом

Африка
| Страна               | Условия въезда                     |
| -------------------- | ---------------------------------- |
| Ботсвана†            | 90 дней                            |
| Бурунди              | по прибытии                        |
| Кабо-Верде           | по прибытии                        |
| Коморы               | по прибытии                        |
| Джибути              | 1 месяц (оформляется по прибытии)  |
| Египет†              | 30 дней (оформляется по прибытии)  |
| Кения                | 90 дней (оформляется по прибытии)  |
| Мадагаскар           | 90 дней (оформляется по прибытии)  |
| Мозамбик             | 30 дней (оформляется по прибытии)  |
| Нигер†               | 90 дней                            |
| Сейшельские Острова† | 90 дней                            |
| Танзания             | 3 месяца (оформляется по прибытии) |
| Того                 | 7 дней                             |
| Тунис†               | 90 дней                            |
| Уганда               | 3 месяца (оформляется по прибытии) |
| Замбия†              | 90 дней                            |

Азия
| Страна           | Условия въезда                                        |
| ---------------- | ----------------------------------------------------- |
| Камбоджа         | 30 дней (оформляется по прибытии)                     |
| Иран             | 15 дней (оформляется по прибытии)                     |
| Иордания         | 1 месяц (оформляется по прибытии)                     |
| Республика Корея | 30 дней                                               |
| Лаос             | 30 дней (оформляется по прибытии)                     |
| Ливан            | 3 месяца (туристическая виза оформляется по прибытии) |
| Макао            | 30 дней (оформляется по прибытии)                     |
| Мальдивы         | 30 дней                                               |
| Непал            | 150 дней. (оформляется по прибытии)                   |
| Сингапур         | 30 дней                                               |
| Шри-Ланка        | 30 дней                                               |
| Восточный Тимор  | 30 дней (оформляется по прибытии)                     |

Европа
У Сербии безвизовый режим с Шенгенскими странами действует с 2009 года.
| Страна | Условия въезда                                          |
| --- | ------------------------------------------------------- |
| Шенгенские страны | 90 дней                                                 |
| Албания | 90 дней                                                 |
| Армения | наличие действующего паспорта или письма с приглашением |
| Азербайджан | 7 дней                                                  |
| Беларусь† | 90 дней                                                 |
| Босния и Герцеговина | 90 дней*                                                |
| * Вместо паспорта как проездной документ может использоваться сербская идентификационная карта.                                     |                                                         |
| Хорватия | 90 дней                                                 |
| Грузия | оформляется по прибытии                                 |
| Северная Македония† | 90 дней                                                 |
| Черногория | 90 дней*                                                |
| * Вместо паспорта как проездной документ может использоваться сербская идентификационная карта, при этом срок пребывания - 30 дней. |                                                         |
| Россия | 30 дней                                                 |
| Турция | 30 дней (оформляется по прибытии)                       |
| Украина† | 30 дней с ваучером*                                     |
| * Гражданам Сербии не требуется визы Украины, если они въезжают с действующим ваучером гостиницы                                    |                                                         |

Латинская Америка
| Страна                   | Условия въезда          |
| ------------------------ | ----------------------- |
| Аргентина†               | 90 дней                 |
| Эквадор                  | 90 дней                 |
| Чили†                    | 90 дней                 |
| Коста-Рика               | 90 дней                 |
| Куба                     | 90 дней                 |
| Доминика                 | 21 день                 |
| Гаити                    | 90 дней                 |
| Ямайка                   | оформляется по прибытии |
| Сент-Винсент и Гренадины | 30 дней                 |
| Перу                     | 90 дней                 |
| Тринидад и Тобаго        | 1 месяц                 |

Океания
| Страна       | Условия въезда                    |
| ------------ | --------------------------------- |
| Острова Кука | 31 день                           |
| Фиджи        | 4 месяца                          |
| Микронезия   | 30 дней                           |
| Ниуэ         | 30 дней                           |
| Палау        | 30 дней (оформляется по прибытии) |
| Самоа        | 60 дней                           |
| Тувалу       | 30 дней (оформляется по прибытии) |

Безвизовый режим для деловых поездок
Безвизовый режим также применим к следующим странам при извещении министерством внутренних дел Сербии о том, что поездка осуществляется с деловыми целями — такой документ предоставляется без особых формальностей, обычно достаточно письма с приглашением от зарубежной компании или общественного института: этот тип визового режима обычно используется студентами, за счёт простоты и дешевизны.
Азия
| Страна     | Условия въезда |
| ---------- | -------------- |
| Китай      | 90 дней        |
| КНДР       | 90 дней        |
| Кыргызстан | 90 дней        |
| Монголия   | 90 дней        |

Европа
| Страна      | Условия въезда |
| ----------- | -------------- |
| Армения     | 90 дней        |
| Азербайджан | 90 дней        |
| Украина     | 90 дней        |

Прочие договорённости о безвизовом проезде
| Страна           | Заметки |
| ---------------- | --- |
| Европейский союз | членство в Европейском союзе допускает безвизовый авиатранзит (виза типа A), но не позволяет посещение во время транзита (виза типа B) без соответствующего проездного документа.                 |
| Великобритания   | позволяет непосредственный авиатранзит и визовые льготы (виза типа B), если гражданин обладает австралийской, канадской, новозеландской или визой США и путешествует из или в одну из этих стран. |
| ОАЭ              | 30-дневная виза по прибытии через аэропорт Дубай |

Дипломатические и официальные паспорта
| Страна                | Условия въезда |
| --------------------- | -------------- |
| Шенгенские страны     | 90 дней        |
| Армения               | 90 дней        |
| Азербайджан           | 90 дней        |
| Бангладеш             | 30 дней        |
| Китай                 | 90 дней        |
| Хорватия              | 90 дней        |
| Сальвадор             | 90 дней        |
| Эквадор               | 90 дней        |
| Экваториальная Гвинея | 90 дней        |
| Грузия                | 90 дней        |
| Гана                  | 60 дней        |
| Гвинея                | 90 дней        |
| Гватемала             | 90 дней        |
| Гондурас              | 90 дней        |
| Индонезия             | 14 дней        |
| Иран                  | 90 дней        |
| Мали                  | 90 дней        |
| Мексика               | 90 дней        |
| Молдова               | 90 дней        |
| КНДР                  | 90 дней        |
| Кыргызстан            | 90 дней        |
| Монголия              | 90 дней        |
| Никарагуа             | 90 дней        |
| Пакистан              | 30 дней        |
| Перу                  | 15 дней        |
| Россия                | 90 дней        |
| Турция                | 90 дней        |
| Украина               | 90 дней        |
| Вьетнам               | 90 дней        |
| Зимбабве              | 90 дней        |

## Косово
Жители Косово имеют право получить паспорт гражданина Сербии. Одновременно с тем, администрация ООН региона, UNMIK, выдаёт собственные проездные документы. Эти документы принимаются рядом стран, но, как правило, с ними случаются затруднения при пересечении границ. Возможно иметь одновременно сербский паспорт и паспорт, выпущенный ООН. Сербия не признаёт ни легитимность документа, выпущенного ООН, ни паспорт гражданина Косово.